# Metencefalo
Il metencefalo è una vescicola dell'encefalo dei vertebrati, situata nella parte anteriore (o superiore) del rombencefalo, originata dallo sdoppiamento di quest'ultimo nell'individuo in fase embrionale.
Si suddivide a sua volta, nell'adulto, in una porzione ventrale definita il ponte di Varolio e una dorsale, il cervelletto; fra le due si apre la cavità detta quarto ventricolo.